# Aeropuerto de San José (Mindoro)
El Aeropuerto de San José (en tagalo: Paliparan ng San Jose) (IATA: SJI, ICAO: RPUH) anteriormente conocido como Campo McGuire, es un aeropuerto que sirve el área general de San José, en Mindoro Occidental en las Filipinas. Es uno de los tres aeropuertos de la provincia, siendo los otros el Aeropuerto de Mamburao y el aeropuerto de Lubang. El aeropuerto está clasificado como un aeropuerto nacional de clase principal 1 por la Autoridad de Aviación Civil de Filipinas, una agencia del Departamento de Transporte y Comunicaciones que se encarga de las operaciones, no solo de este aeropuerto, sino también de todos los demás aeropuertos de Filipinas, con excepción de los principales aeropuertos internacionales.
Originalmente un centro aéreo estadounidense , el aeropuerto recibió antiguamente el nombre Mayor de la Fuerza Aérea Thomas McGuire quién participó en la Segunda Guerra Mundial. 